# Třípanský kámen
Třípanský kámen se nachází na hranici s Polskem v Javořích horách asi 1,5 km od Janoviček nedaleko vrcholu Červené hory.

## Popis
K vymezení hranic panství byly používány hraničníky neboli hraniční kameny, které byly umísťovány na hranicích od 18. století až do poloviny 20. století. Na Broumovsku se jich dochovalo na dvě stě. Kameny byly velmi kvalitně opracovány, což svědčilo o velmi dobré prosperitě břevnovsko-broumovského opatství. Na hraničnících byla vytesána značka v podobě břevna se třemi pahýly a také iniciály v té době představeného opata. Obvykle byla ještě vytesána písmena, která označovala jednotlivá panství. Pro broumovské panství: HB (Herrschaft Braunau) a pro polické panství HP (Herrschaft Politz). Pískovcové kameny světlé barvy pocházely z křídových vrstev, červené pocházely z permského pískovce.
Na styku hranic tří historických území Dolního Slezska, Kladska a Broumovska byl v roce 1732 v Javořích horách postaven Třípanský kámen. Výška pískovcového monolitu dosahuje dvou metrů. Na tento kámen nechali majitelé panství vytesat své erby a iniciály. Otmar, opat broumovského panství, měl iniciály OAB (Otmar Abbas Braunensis), Josef Baron von Stilfried, majitel Kladského panství, měl iniciály JBVS a Max Graf von Hochberk, majitel dolnoslezského panství, měl iniciály MGVH.
K Třípanskému kamenu vede  modrá turistická stezka.